# I Know Him So Well
I Know Him So Well är en sång från musikalen Chess med musik av svenskarna Björn Ulvaeus och Benny Andersson samt text av brittiske Tim Rice. I dess originalversion från 1984 sjungs den av Elaine Paige och Barbara Dickson.
Sången gavs ut på ett konceptalbum 1984 och släpptes på singelskiva i slutet av samma år och toppade Englandslistan i början av 1985. Musikalen Chess hade premiär i Londons West End 1986, där Elaine Page sjöng sången med Siobhán McCarthy.
2002 hade en svensk bearbetning av Chess premiär i Stockholm. I föreställningen samt på en studioinspelning sjöngs sången av Helen Sjöholm och Josefin Nilsson. Texten var översatt till svenska av Lars Rudolfsson och titeln blev Jag vet vad han vill.

## Originalinspelningen
- Benny Andersson – keyboards, synthesizers
- Barbara Dickson – sång
- Anders Eljas – keyboards, synthesizers
- Rutger Gunnarsson – bas
- Per Lindvall – trummor, slagverk
- Elaine Paige – sång
- Lasse Wellander – gitarr
- Låtskrivare och producenter – Benny Andersson, Tim Rice, Björn Ulvaeus
- Arrangemang – Benny Andersson, Anders Eljas
- Ljudtekniker – Michael B. Tretow

## Coverversioner (i urval)
- Barbra Streisand, Just for the Record 1991 (inspelad 1985).
- The Shadows, Moonlight Shadows 1986 (instrumental version).
- Whitney Houston och hennes mor Cissy Houston, Whitney 1987.
- Richard Clayderman, Songs of Love 1987.
- Willeke Alberti och Simone Kleinsma på holländska (Ik Ken Hem Te Goed) 1989.
- Dawn French och Jennifer Saunders, liveframträdande 1990.
- Steps, Abbamania 1999.
- Geraldine McQueen och Susan Boyle på singelskiva i Storbritannien, vilken nådde plats 11 på Englandslistan 2011.
- Melanie C och Emma Bunton, Stages 2012